# 't Ham
't Ham is een natuurgebied in het dal van de Groote Molenbeek, ten oosten van Hegelsom, in de Nederlandse provincie Limburg. In het zuiden grenst het aan natuurgebied de Reulsberg, welke in elkaar overlopen.
Het was oorspronkelijk een gebied van hooiland- en weilandpercelen, met hakhoutwallen ertussen. In de loop van de 20e eeuw werd de beek rechtgetrokken, maar dit vochtige gebied was niet geschikt voor intensieve landbouw. Begin 21e eeuw kwamen de percelen in bezit van Staatsbosbeheer. De beek werd hermeanderd.
De volgende dieren zijn waargenomen in dit gebied: ree, bever, beverrat, das, vos, konijn, egel, eekhoorn, haas, veldmuis, woelmuis, dwergmuis, mol, steenuil, ransuil, havik, buizerd, sperwer, reiger, fazant, houtduif, kauw, vleermuis, winterkoning, roodborst, oeverzwaluw, gierzwaluw, specht, notenkraker, sijs, libel, tandratje, krasser, wekkertje, wesp, zandbij, weidebeekjuffer, oranjetip, sint-jacobsvlinder, loopkevers, hoornaar, phegeavlinder, pad, poelkikker, bastaardkikker, alpenwatersalamander, kamsalamander, levendbarende hagendis en de hazelworm.
De volgende platen en bomen zijn te vinden in dit gebied: zomereik, wintereik, zwarte els, wilg, es, populier, moerasspirea, moerasrolklaver, veenreukgras, witte waterkers, vlier, dagkoekoeksbloem, gele lis, braam, jacobskruiskruid, berenklauw en brandnetel.